# Симеон Луков
Симеон Луков e български католически свещеник, конвентуалец.

## Биография
Любен Луиджов Луков e роден на 8 май 1925 г. в село Калъчлии (днес кв. Генерал Николаево на град Раковски). На 3 октомври 1938 г. постъпва в гимназията с класическа насоченост в град Асизи в Италия. След завършването ѝ през 1943 г. става послушник за една година в ордена на фанцисканите. От 1944 г. следва философия и теология във Висшата духовна семинария „Францисканум“. Ръкоположен за свещеник на 6 май 1951 г. Приема името Симеон.
След това отец Симеон е назначен за свещеник в църквата „Дванадесетте апостола“ в Рим. Успоредно с това учи във Висшата римска школа за църковна музика. Работи в различни църкви и манастири в Централна Италия – съзадава хорове, акомпанира с орган и хармониум в Алано, Пескара и Асизи. Взима специални курсове в Папския колеж „Русикум“. Работи в Радио Ватикана, като водещ на предавания на български език. След претърпяна тежка катастрофа през 1972 г. работи в различни манастири в Асизи.
През 1991 г. се завръща в България и поема ръководството на енорията „Непорочно Зачатие Богородично“ в град Раковски. След това работи за кратко в Белене, село Житница и манастира „Св. Максимилиян Колбе“ в град Раковски.
Отец Симеон умира на 21 март 2004 г.